# Stadtwerke Meiningen
Die Stadtwerke Meiningen GmbH ist ein 100% Unternehmen der Stadt Meiningen. Es wurde am 4. April 1991 wiedergegründet und ist als regionaler Energiedienstleister insbesondere für die Kreisstadt Meiningen tätig. Die Stadtwerke versorgen die Stadt mit Strom, Erdgas, Trinkwasser, Fernwärme und betreiben in Meiningen unter anderem Parkhäuser und das Freizeitzentrum „Rohrer Stirn“. Des Weiteren finanzieren und unterstützen sie als Sponsor Vereine und Veranstaltungen. Zur Unternehmensgruppe gehören des Weiteren die Wohnungsbaugesellschaft mbH Meiningen (WBG) und ihr Tochterunternehmen – die Kommunale Bau- und Entwicklungsgesellschaft Meiningen mbH (KOBEG).

## Produkte
Daten vom Geschäftsjahr 2022.

### Strom
- Absatzmenge: 84.805 MWh
- Länge Stromnetz: 512,4 km
- Zählpunkte: 17.528
- Produkt: meiningen.strom, vier Tarife + Individuell, 40 % Selbsterzeugung

### Erdgas
- Absatzmenge: 216.948 MWh
- Länge Gasnetz: 157,47 km
- Zählpunkte: 4.683
- Produkt: meiningen.gas, zwei Tarife + Individuell

### Nah- und Fernwärme
- Absatzmenge: 37.965 MWh
- Länge Wärmenetz: 24,07 km
- Anschlussnehmer: 850
- sechs Blockheizkraftwerke
- Biogasanlage Rippershausen

### Wasserversorgung
- Absatzmenge: 1.436.157 m³
- Länge Wassernetz: 231,10 km
- Anschlussnehmer: 4.607
- Wasserhärte: 4,1 °dH (weich)

### Erneuerbare Energien
- Solarthermie: Warmwasseraufbereitung bei Mehrfamilienhäusern.
- Photovoltaik: 20 Solarparks mit 1,7 Millionen kWh.
- Biogasanlage: Biogas Meiningen/Rippershausen mit 7 Millionen kWh Fernwärme und 10 Millionen kWh Strom.
- Biowerk im Ortsteil Walldorf (in Bau)
- Flusswärmepumpe an der Werra (in der Projektierung)

## Dienstleistungen

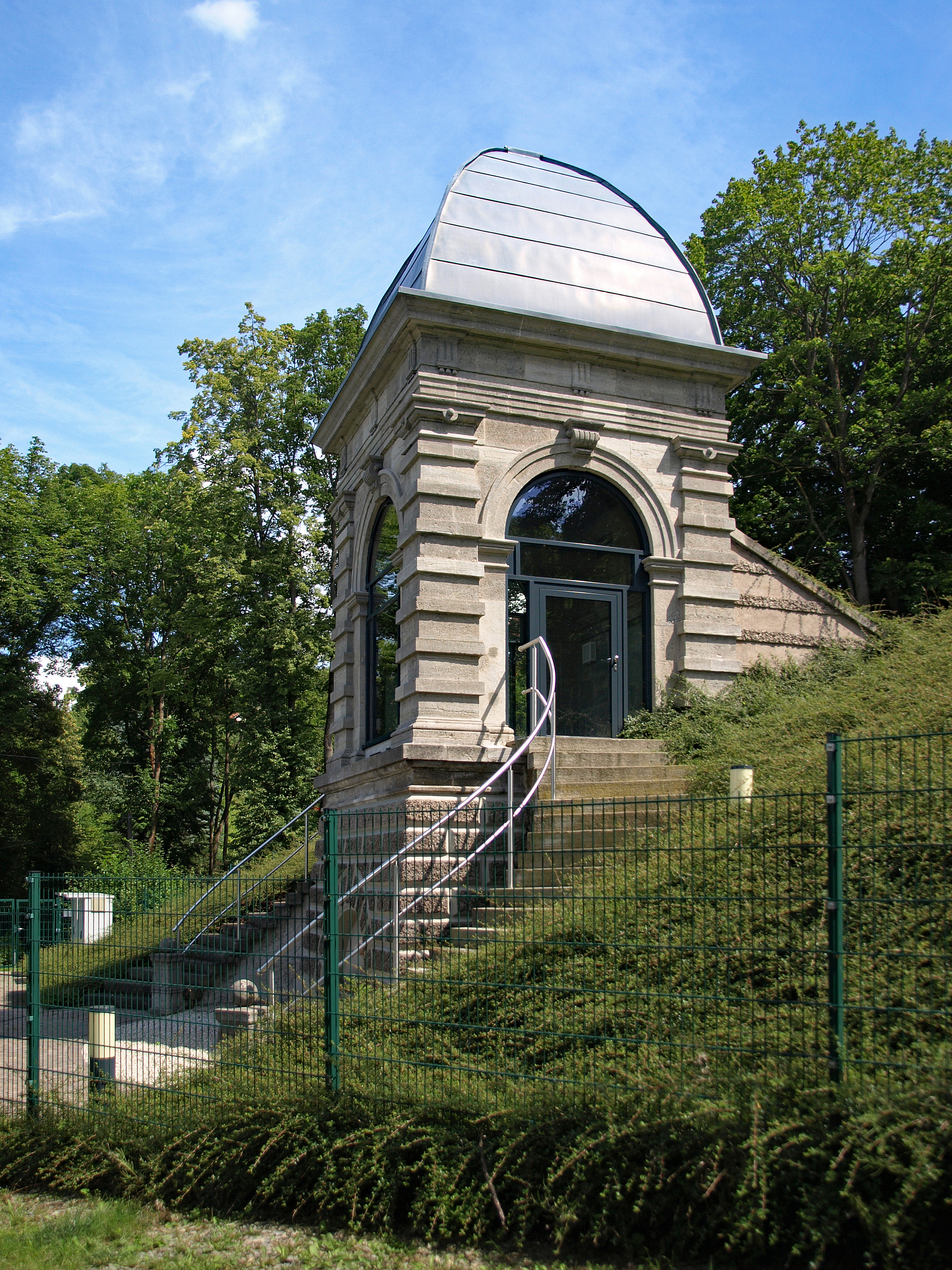
Denkmalgeschützter sanierter Wasserhochbehälter

### Abwasser
Die Stadtwerke Meiningen sind Geschäftsbesorger der Städtischen Abwasserentsorgung Meiningen (SAM). Diese nahmen 2000 eine neue Kläranlage in Betrieb, an der seit 2005 auch der Ortsteil Walldorf angeschlossen ist.
- Länge Kanalnetz: 185,42 km
- Anschlussnehmer: 4.150
- Abwasser pro Jahr: 1.972 Tm³

### Carsharing
Die Stadtwerke unterhalten eine eCarsharing-Flotte mit vier E-Fahrzeugen, darunter ein VW ID.3, die frei gemietet werden können.

### Weitere Einrichtungen
- Netzleitstelle mit 24h-Service
- Parkhäuser
  - Parkhaus Zentrum-Ost mit 320 Stellplätzen und Elektrotankstelle
  - Parkplatz Zentrum-West mit 170 Stellplätzen und Elektrotankstelle
  - Parkplatz Bernhardstraße mit Elektrotankstelle
  - Parkhaus Utendorfer Straße mit 200 Stellplätzen (für Anwohner, Vermietung)
  - Parkplatzanlage Am Steingraben mit 87 Stellplätzen (Vermietung).
- Erdgastankstelle
- 13 im Stadtgebiet verteilte öffentliche Ladestationen mit 33 Ladeanschlüssen für Elektrofahrzeuge (Stromtankstellen) (2023)
- Hausverwaltung

## Freizeitanlagen
Die Stadtwerke Meiningen betreiben im Osten der Stadt das Freizeitzentrum „Rohrer Stirn“ mit Hallenbad, Freibad, Sauna, Caravan- und Campingplatz (vier Sterne), Restaurant und Veranstaltungs-Pavillon. Gemeinsam mit dem Meininger Schwimmverein „Wasserfreunde“ führen die Stadtwerke dort alljährlich das Meininger 24-Stunden-Schwimmen durch.

## Geschichte

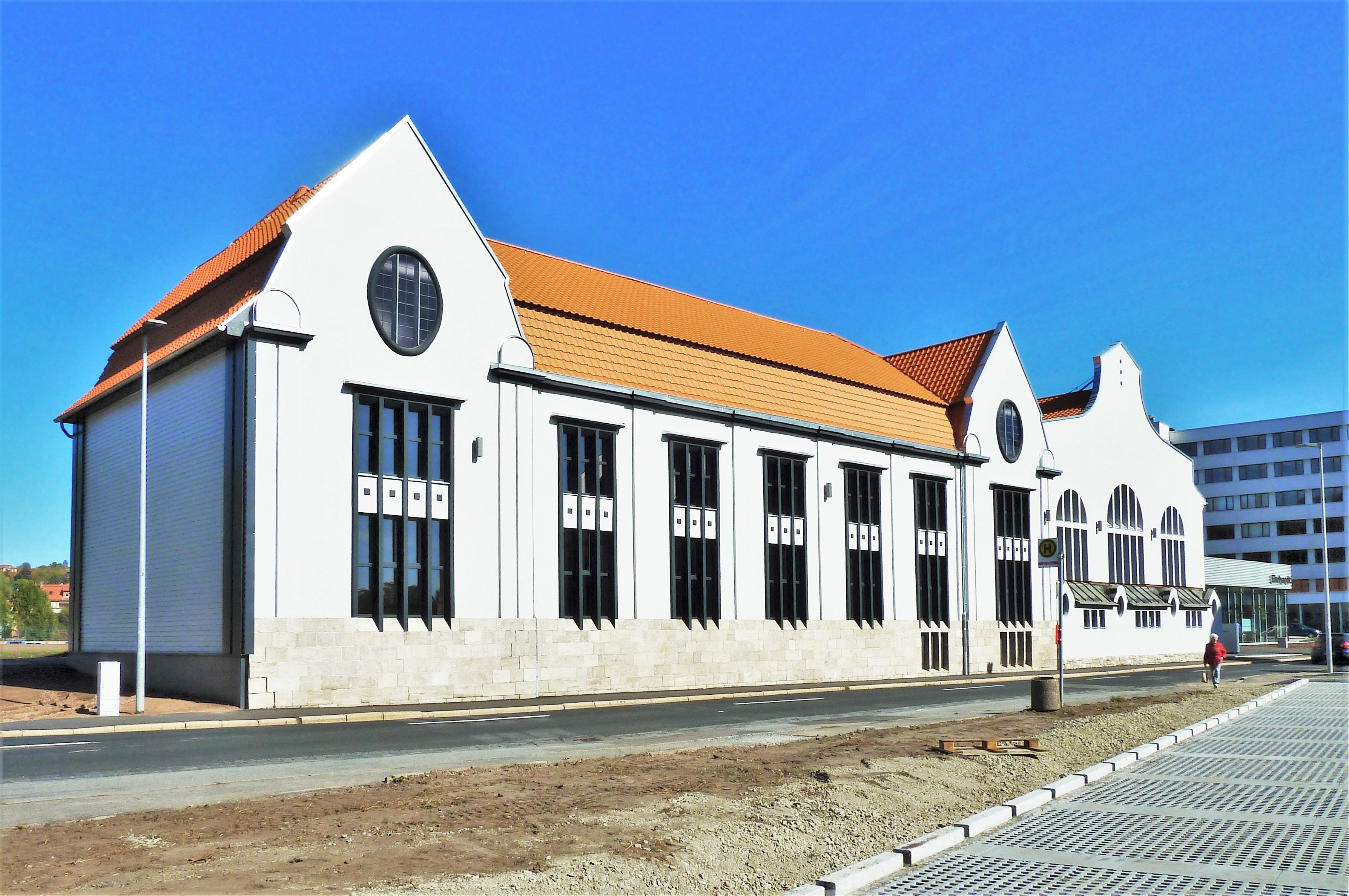
Ehemalige Jugendstilgebäude des Gaswerkes der Stadtwerke Meiningen in der Landsberger Straße

1859 wurde das erste Gaswerk in Meiningen errichtet, die Stadt besaß bereits eine funktionierende Straßenbeleuchtung auf der Grundlage von Gas. 1890 baute man ein städtisches Wasserwerk mit Pumpwerk. 1913 nahm die Stadt den Neubau des Gaswerkes mit einer Gleichstromanlage in Betrieb.
1922 erfolgte schließlich die Gründung der Meininger Licht- und Kraftwerke GmbH, die 1936 in Städtische Technische Werke umbenannt wurden. Vier Jahre später, 1940, erhielt der Betrieb den Namen Stadtwerke Meiningen. Nach Gründung der DDR 1949 wurde die Stadtwerke aufgelöst und deren Bereiche auf einzelne volkseigene Energiekombinate aufgeteilt.
1991 gründeten sich die Stadtwerke als GmbH neu. Bis 1995 übernahmen sie in Meiningen die Fernwärmeversorgung (1992), die Wasserversorgung (1993), die Gasversorgung, die Stromversorgung und die Bäder „Am Mittleren Rasen“ und „Rohrer Stirn“ (alle 1995). Ebenfalls 1995 bezog das Unternehmen das neue Verwaltungsgebäude im Meininger Stadtteil Jerusalem. Die Stadtwerke ließen 1996 das Parkhaus Zentrum Ost, 1998 die Tiefgarage Am Mittleren Rasen und das Parkhaus Utendorfer Straße im Stadtteil Jerusalem errichten. 2001 übernahmen sie 23 Prozent der Anteile am Regionalfernsehen WerraTV, später umbenannt in „Plus.tv Südwest“. Der Sender wurde im Oktober 2007 nach Insolvenz aufgelöst.
Die Stadtwerke eröffneten 2001 das neu erbaute Hallenbad im Freizeitzentrum „Rohrer Stirn“, den Parkplatz Zentrum-West und eine Erdgastankstelle (beide 2002), einen Caravan- und Campingplatz (2003), das sanierte und modernisierte Freibad im Freizeitzentrum „Rohrer Stirn“ (2005) und die Parkplatzanlage Am Steingraben im Stadtteil Jerusalem (2006). Ab 2006 waren die Stadtwerke als Bauträger bei der Sanierung von mehreren historischen Gebäude im Stadtzentrum tätig. In dem ehemaligen Schulgebäude Bernhardstraße 3 sind 2007 nach dem ersten Bauabschnitt das GAW-Institut für berufliche Bildung des Deutschen Erwachsenen-Bildungswerkes und die Städtische Galerie ada einzogen. Nach Fertigstellung des zweiten Bauabschnitts wurden dort am 20. Juni 2008 die Neuen Kammerspiele am Staatstheater Meiningen eröffnet.
Im Jahr 2008 bezogen die Stadtwerke Meiningen ein neues Kundenzentrum am Hauptstandort in der Utendorfer Straße. Nach dem Abschluss der Sanierungsarbeiten im Großen Palais befindet sich dort seit 2009 ein Gesundheitszentrum. Ab 2014 betrieben die Stadtwerke das Strandbad und den Campingplatz in Breitungen (Werra) was zum Jahresende 2015, bedingt durch Umstrukturierungen und der Spezialisierung auf die Region Meiningen, wieder aufgegeben wurde. Einen weiteren Parkplatz inklusive Ladestation für Elektrofahrzeuge richteten die Stadtwerke 2017 in der Bernhardstraße zwischen Großen Palais und dem Staatstheater Meiningen ein.
Am 5. Januar 2023 verkauften die Stadtwerke das Gebäude Bernhardstraße 3, in dem sich die Kammerspiele  des Staatstheaters Meiningen befinden, an die Kulturstiftung Meiningen-Eisenach. Um bei der Wärmeversorgung bis 2040 klimaneutral zu werden, sind seit 2022 Projekte für ein Biowerk in Walldorf und eine Flusswärmepumpe an der Werra in Arbeit.

## Weblink
- Website der Stadtwerke Meiningen